# Dorothee Sölle

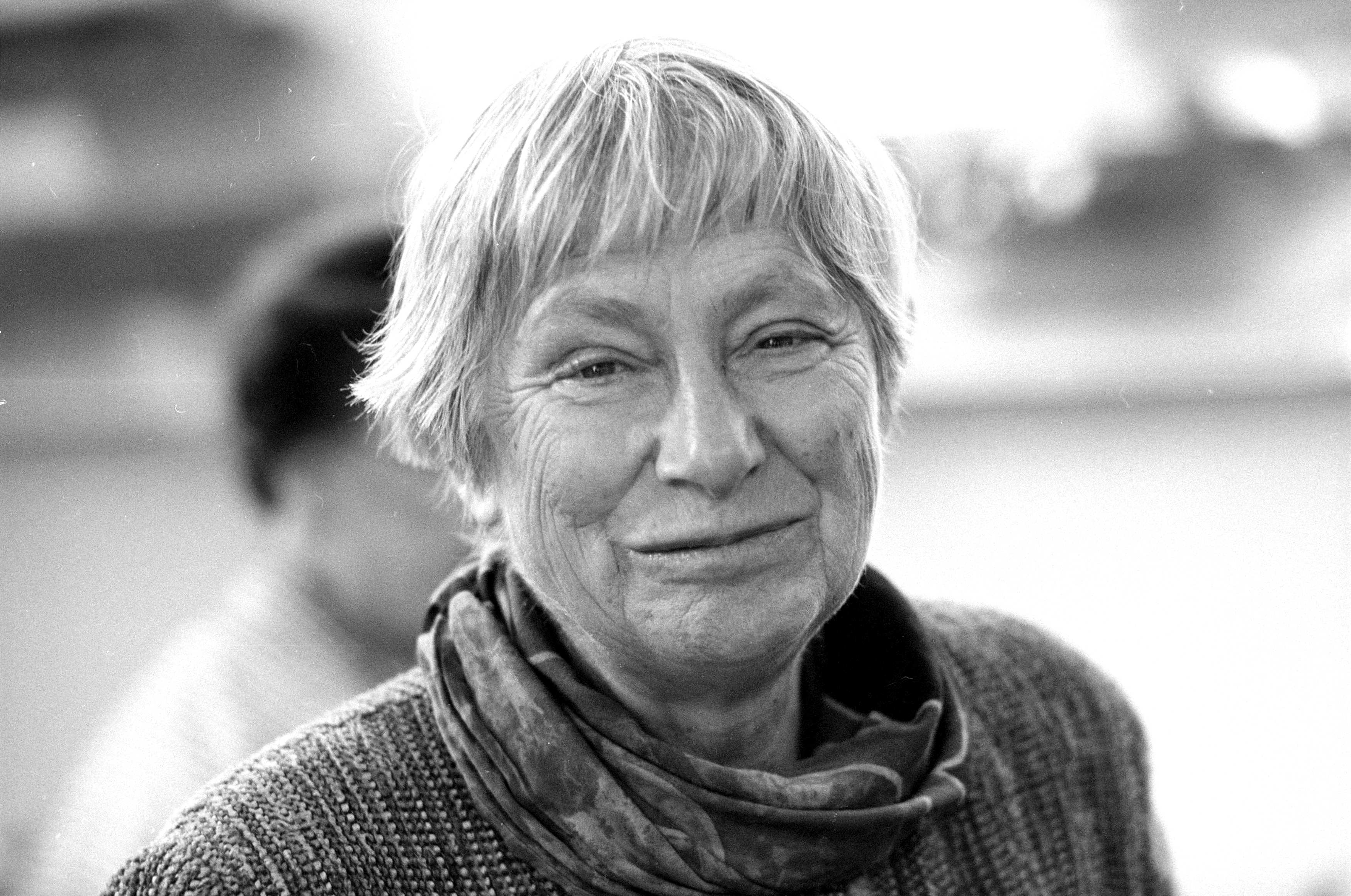
Dorothee Sölle (1998)

Dorothee Sölle (Keulen, 30 september 1929 - Göppingen, 27 april 2003) was een Duitse lutherse theologe.
Vanaf de jaren zestig gold zij als een godgeleerde voor wie geloof en politiek niet te scheiden waren.
Zij hing een God is dood-theologie aan, maar daarmee bedoelde zij enkel het beeld van de algoede en almachtige God en niet God-an-sich. Zij ijverde voor de 'ontmythologisering' van de Bijbel. Tussen 1968 en 1972 organiseerde zij het Politiek Avondgebed. Zij deed dit vanuit de gedachte dat geloof en marxistische politiek alles met elkaar te maken hebben. In de woorden van Sölle (1977): 'Vroomheid leidt tot klassenstrijd'.
Sölle was hoogleraar in de systematische theologie aan het Union Theological Seminary in New York. Ze schreef meer dan veertig boeken. Mystiek en verzet (Baarn, 1998) geldt voor velen als haar belangrijkste werk.
- Bibsys: 90078996
- Biblioteca Nacional de España: XX1119319
- Bibliothèque nationale de France: cb12171911f (data)
- CiNii: DA02810770
- Gemeinsame Normdatei: 11861519X
- International Standard Name Identifier: 0000 0001 0934 0018
- Library of Congress Control Number: n50016727
- Nationale Bibliotheek van Letland: 000215978
- MusicBrainz: 19d2a8e7-c5a6-4426-8823-e5277034a0d4
- Bibliotheek van het Japanse parlement: 00457121
- Nationale Bibliotheek van Tsjechië: skuk0005334
- Nationale bibliotheek van Australië: 35511759
- Nationale Bibliotheek van Israël: 987007296940005171
- Nationale Bibliotheek van Polen: a0000001228780
- Nationale en Universitaire bibliotheek Zagreb: 000145596
- Nederlandse Thesaurus van Auteursnamen: 069131112
- Réseau des bibliothèques de Suisse occidentale: 02-A003882993
- Istituto Centrale per il Catalogo Unico: CFIV015654
- LIBRIS: 199551
- Système universitaire de documentation: 030266505
- Trove: 979833
- Virtual International Authority File: 109988308
- WorldCat: E39PBJccbTpDjv9tfpC6FqQwmd